# José Luis Munguía
José Luis Munguía (ur. 28 października 1959 w San Salvador, zm. grudzień 1986) – salwadorski piłkarz grający na pozycji bramkarza.

## Kariera klubowa
W czasie kariery piłkarskiej występował w salwadorskim klubie FAS Santa Ana. Z FAS Santa Ana czterokrotnie zdobył Mistrzostwo Salwadoru w 1978, 1979, 1981 i 1984 oraz Puchar Mistrzów CONCACAF 1979.

## Kariera reprezentacyjna
W latach 1979–1985 występował w reprezentacji Salwadoru, z którym uczestniczył w Mistrzostwach Świata 1982 w Hiszpanii, jednakże był rezerwowym i nie wystąpił w żadnym meczu. W 1984 i 1985 roku uczestniczył w eliminacjach Mistrzostw Świata 1986.